# In de Warande
In de Warande was een Vlaamse denktank opgericht door voormalig VEV-bestuurder René De Feyter, bestaande uit prominenten uit de economische, academische en journalistieke wereld. Remi Vermeiren, ex-topman van de KBC-bank is voorzitter. Er is geen verband met de Brusselse privéclub "De Warande".
De denktank buigt zich over diverse aspecten van de communautaire relaties binnen België en de weerslag ervan op de belangen van Vlaanderen. De belangrijkste verwezenlijking is het Manifest voor een zelfstandig Vlaanderen in Europa (2005), waarin wordt gepleit op basis van voornamelijk zakelijke overwegingen België te ontbinden in twee onafhankelijke staten met een aangepast statuut voor Brussel.

## Discours
In de verschillende hoofdstukken beschrijft het manifest:
- waar Vlaanderen aan het begin van de 21e eeuw staat. Zo heeft Vlaanderen een eigen duidelijk afgebakend grondgebied, een eigen publieke opinie en mediaplatform, een pakket politieke bevoegdheden, het recht internationale verdragen af te sluiten, etc. Ook de economische situatie van Vlaanderen wordt besproken.
- hoe enorm de verschillen tussen Vlaanderen en Wallonië wel zijn, qua bevolking, demografie, tewerkstelling, politieke oriëntatie, economie, arbeidsmarkt, gezondheidszorg, mobiliteit, etc.
- een aantal redenen waarom het federale model niet voldoet. België wordt inefficiëntie verweten, een chaotische bevoegdheidsverdeling, onvoldoende sociaal kapitaal en een democratisch deficit. Ook de financiële transfers en de solidariteit worden uitgebreid besproken.
- waarom de denktank de onafhankelijkheid van Vlaanderen en Wallonië als enige duurzame oplossing ziet. Drie theoretische mogelijkheden worden besproken: een gehele of gedeeltelijke terugkeer naar het unitaire België, verdere overheveling van bevoegdheden naar de deelstaten, en volledige onafhankelijkheid. De eerste optie acht ze praktisch niet meer realiseerbaar, en bij de tweede blijven de nadelen van het federale model zwaar doorwegen.
- een aanzet tot een statuut voor Brussel, waarbij gedacht wordt in de richting van een condominium.
- een schets van de plaats van de Vlaamse en Waalse economie in Europa.
- weerleggingen en antwoorden op de bezwaren tegen Vlaamse zelfstandigheid: dat Vlaanderen te klein zou zijn, dat twee landen de administratieve kosten zouden doen stijgen, dat bedrijven die zowel in Vlaanderen als Wallonië actief zijn geconfronteerd zouden worden met een bijkomend niveau van wetten en reglementen.

## Kritiek
Rudy Aernoudt, ex-kabinetschef van zowel Fientje Moerman als Serge Kubla, bracht een boek uit als reactie op het manifest. Het boek "Vlaanderen - Wallonië. Je t'aime moi non plus" werd beschouwd als een anti-manifest. Enkele maanden na het verschijnen schaarden tientallen BV's zich achter dit anti-manifest.
Vanuit politieke hoek kwam, een jaar na het uitbrengen van het manifest, nog meer kritiek:
- de denktank heeft een naam gekozen die goed lijkt op de Brusselse zakenclub "De Warande", wat de indruk kan doen ontstaan dat de luxeclub achter de ideeën staat van de denktank;[1]
- het manifest deed met name geen uitspraak over de toekomst van Brussel. In Vlaams-nationalistische kringen kon dit op kritiek rekenen.

## Leden
- Marc Platel, voormalig journalist van de BRT en politiek hoofdredacteur bij Het Belang van Limburg
- Matthias Storme, hoogleraar recht aan de Universiteit Antwerpen en de KU Leuven, lid van N-VA
- Bruno Valkeniers, toen directeur Hesse-Noordnatie (en later volksvertegenwoordiger geworden voor het Vlaams belang en partijvoorzitter)
- Remi Vermeiren, voormalig directeur van de KBC-bank
- Herman De Bode, directeur (en voormalig algemeen directeur) bij McKinsey. Hij werd later tot ontslag gedwongen omdat hij het manifest ondertekend had.
- Jan Jambon, lid van N-VA, toen directeur Bank Card Company, later volksvertegenwoordiger voor N-VA
- Guido Naets, voormalig perschef van het Europees Parlement en voormalig hoofd van de studiedienst van de CVP
- Frans Crols, toen directeur van het weekblad Trends
- August Van Put, voormalig topman HBK Spaarbank
- Johan Van den Driessche, partner KPMG, voorzitter VTB, bestuurder, docent, N-VA-politicus
- Jan Van Doren, adjunct-directeur kenniscentrum Voka
- Johan Van Gompel, econoom KBC

Het Manifest werd vervolgens ook door een reeks Vlamingen uit allerlei maatschappelijke geledingen ondertekend, waaronder:
- Lode Campo, oud-directeur-generaal C&A
- Michiel Debackere, hoogleraar UGent
- Rene De Feyter, oud-voorzitter VEV en Uitgeversbedrijf Tijd
- Wilfried Dewachter, hoogleraar KU Leuven
- Bart Maddens, docent KU Leuven
- Chris Morel, voormalig Alcatel-topman
- Eric Ponette, emeritus hoogleraar KU Leuven
- Hugo Vandamme, oud-topman Barco
- Marcel Cockaerts, ere- en voormalig voorzitter KBC